# ニコラ・ミトゥリキッチ
ニコラ・ミトゥリキッチ（セルビア語: Никола Митуљикић, ラテン文字転写: Nikola Mituljikić、2003年1月20日 - ）は、セルビアのサッカー選手。ポジションはミッドフィールダー。
双子のヨヴァン・ミトゥリキッチもサッカー選手である。

## 経歴

### レッドスター・ベオグラード
2023年4月1日のセルビア・スーペルリーガ、FKムラドスト・ノヴィ・サド戦に出場しトップチームデビューを果たした。